# Благовещение (картина Виварини)
«Благовещение» (итал. Annunciazione) — картина венецианской школы живописи периода раннего итальянского Возрождения художника Бартоломео Виварини на сюжет из Евангелия. Образ написан в 1472 году и представляет собой живопись темперой на дереве. В настоящее время хранится у алтаря в церкви Мария-Сантиссима-Аннунциата (Chiesa di Maria Santissima Annunziata) в городе Модуньо.

## История
Изначально запрестольный образ был центральной частью полиптиха. В XIII—XIV веках Венецианская республика имела тесные торговые связи со многими прибрежными городами Апулии, оказывая влияние на их политику и художественные вкусы представителей богатых сословий, что объясняет заказ этой работы венецианскому живописцу духовенством Модуньо.
Со времени появления в церкви Благовещения деревянный запрестольный образ размещался в апсиде церкви. В 1929 году настоятель Франческо Букс разрешил перенести ценный образ в Пинакотеку Бари. Там алтарь находился до 2002 года, когда его снова вернули в церковь и разместили под специальной стеклянной защитой у алтаря.
В 2015 году образ экспонировался на Всемирной выставке в Милане. В 2019 году он экспонировался в Матере на выставке «Вид ренессанса с юга. Матера. Южная Италия и Средиземноморье между XV и XVI веками», проходившей во дворце Ланфранки в рамках культурных инициатив, организованных по случаю избрания Матеры культурной столицей Европы.

## Описание
Особый художественный интерес представляет перспектива комнаты, в которой происходит сцена Благовещения. Большое внимание автор уделил деталям картины: окно, позволяющее взгляду блуждать по горам на дальнем плане, лилия в руках Ангела, молитвенник в руках Девы Марии, ваза и подушка, которая видна за занавеской. Использование мягких и затенённых красок в сочетании с чёткими очертаниями фигур передаёт ощущение безмятежности.